# DTM seizoen 2012
Het DTM seizoen 2012 is het dertiende seizoen van de Deutsche Tourenwagen Masters, na de hervatting van het kampioenschap in 2000. Opmerkelijk is het feit dat BMW na lange tijd afwezig te zijn geweest in de DTM vol kon strijden voor de eindoverwinning. Uiteindelijk pakten ze alle prijzen; met Bruno Spengler de coureurs titel, met BMW Team Schnitzer de teamtitel en ook de merkentitel. De strijd werd beslist in het laatste weekend op de Hockenheimring, waar Gary Paffett net naast de titel greep. 

## Teams en coureurs
| Merk          | Auto                     | Team                | Nr. | Coureur            | Ronden |
| ------------- | ------------------------ | ------------------- | --- | ------------------ | ------ |
| BMW           | BMW M3 DTM               | Team RMG            | 1   | Martin Tomczyk     | Alle   |
| BMW           | BMW M3 DTM               | Team RMG            | 2   | Joey Hand          | Alle   |
| BMW           | BMW M3 DTM               | Team Schnitzer      | 7   | Bruno Spengler     | Alle   |
| BMW           | BMW M3 DTM               | Team Schnitzer      | 8   | Dirk Werner        | Alle   |
| BMW           | BMW M3 DTM               | Team RBM            | 15  | Andy Priaulx       | Alle   |
| BMW           | BMW M3 DTM               | Team RBM            | 16  | Augusto Farfus     | Alle   |
| Audi          | Audi A5 DTM              | Abt Sportsline      | 3   | Mattias Ekström    | Alle   |
| Audi          | Audi A5 DTM              | Abt Sportsline      | 4   | Timo Scheider      | Alle   |
| Audi          | Audi A5 DTM              | Phoenix Racing      | 9   | Mike Rockenfeller  | Alle   |
| Audi          | Audi A5 DTM              | Phoenix Racing      | 10  | Miguel Molina      | Alle   |
| Audi          | Audi A5 DTM              | Audi Sport Team Abt | 17  | Rahel Frey         | Alle   |
| Audi          | Audi A5 DTM              | Audi Sport Team Abt | 18  | Adrien Tambay      | Alle   |
| Audi          | Audi A5 DTM              | Team Rosberg        | 21  | Edoardo Mortara    | Alle   |
| Audi          | Audi A5 DTM              | Team Rosberg        | 22  | Filipe Albuquerque | Alle   |
| Mercedes-Benz | DTM AMG Mercedes C-Coupé | HWA Team            | 5   | Jamie Green        | Alle   |
| Mercedes-Benz | DTM AMG Mercedes C-Coupé | HWA Team            | 6   | Ralf Schumacher    | Alle   |
| Mercedes-Benz | DTM AMG Mercedes C-Coupé | HWA Team            | 11  | Gary Paffett       | Alle   |
| Mercedes-Benz | DTM AMG Mercedes C-Coupé | HWA Team            | 12  | Christian Vietoris | Alle   |
| Mercedes-Benz | DTM AMG Mercedes C-Coupé | Mücke Motorsport    | 19  | David Coulthard    | Alle   |
| Mercedes-Benz | DTM AMG Mercedes C-Coupé | Mücke Motorsport    | 20  | Robert Wickens     | Alle   |
| Mercedes-Benz | DTM AMG Mercedes C-Coupé | Persson Motorsport  | 23  | Roberto Merhi      | Alle   |
| Mercedes-Benz | DTM AMG Mercedes C-Coupé | Persson Motorsport  | 24  | Susie Wolff        | Alle   |

## Kalender en resultaten
| Ronde | Circuit                              | Datum        | Pole Position   | Snelste Ronde  | Winnaar         | Winnaar teams      |
| ----- | ------------------------------------ | ------------ | --------------- | -------------- | --------------- | ------------------ |
| 1     | Hockenheimring                       | 29 april     | Mattias Ekström | Jamie Green    | Gary Paffett    | HWA Team           |
| 2     | EuroSpeedway Lausitz                 | 6 mei        | Bruno Spengler  | Jamie Green    | Bruno Spengler  | BMW Team Schnitzer |
| 3     | Brands Hatch                         | 20 mei       | Gary Paffett    | Martin Tomczyk | Gary Paffett    | HWA Team           |
| 4     | Red Bull Ring                        | 1 juni       | Edoardo Mortara | Timo Scheider  | Edoardo Mortara | Team Rosberg       |
| 5     | Norisring                            | 1 juli       | Gary Paffett    | Jamie Green    | Jamie Green     | HWA Team           |
| NC    | Showevenement Olympiastadion München | 14-15 juli   | Manches         | Manches        |                 |                    |
| NC    | Showevenement Olympiastadion München | 14-15 juli   | Knockout        |                |                 |                    |
| 6     | Nürburgring                          | 19 augustus  | Bruno Spengler  | Bruno Spengler | Bruno Spengler  | BMW Team Schnitzer |
| 7     | Circuit Park Zandvoort               | 26 augustus  | Timo Scheider   | Gary Paffett   | Edoardo Mortara | Team Rosberg       |
| 8     | Motorsport Arena Oschersleben        | 16 september | Bruno Spengler  | Bruno Spengler | Roberto Merhi   | BMW Team Schnitzer |
| 9     | Circuit Ricardo Tormo                | 30 september | Augusto Farfus  | Augusto Farfus | Bruno Spengler  | BMW Team RBM       |
| 10    | Hockenheimring                       | 21 oktober   | Augusto Farfus  | Gary Paffett   | Bruno Spengler  | BMW Team Schnitzer |

2000 ·
2001 ·
2002 ·
2003 ·
2004 ·
2005 ·
2006 ·
2007 ·
2008 ·
2009 ·
2010 ·
2011 ·
2012 ·
2013 ·
2014 ·
2015 ·
2016 ·
2017 ·
2018 ·
2019 ·
2020 ·
2021 ·
2022 ·
2023 ·
2024 ·
2025

Lijst van coureurs